# 바람 불어 좋은 날 (드라마)
《바람불어 좋은 날》은 2010년 2월 1일부터 2010년 10월 1일까지 방영된 KBS 1TV 일일연속극이다.

## 기획 의도
- 갖은 고난과 역경에도 굴하지 않고 꿈을 이루어내는 씩씩한 권오복과 나름대로의 결점을 하나씩 안고 있음에도 이를 극복하여 행복을 찾아가는 등장인물들을 통해 각박한 현실에 지친 현대인들에게 희망과 메시지를 전달하고자 한다.

## 등장 인물

### 주요 인물
- 김소은: 권오복 역 장대한의아내 권이문의딸
- 진이한: 장대한 역 권오복의남편 만세의 큰오빠 독립의아버지 장정남 윤선희 아들이자 장민국의 동생 나끝순의 큰손자

### 장대한의 가족
- 이현진: 장민국 역 장대한의 형 장독립의 삼촌 오복의 시동생 장정남 윤선희 둘째아들
- 서효림: 장만세 역 강상준아내이자 장정남 윤선희 고명딸 장독립의고모 권오복의 시누이 장대한 장민국의 여동생
- 나문희: 나끝순 역 대한민국 독립 만세 할머니 정남 선희 의 모친
- 강인덕: 장정남 역 식품영양 과장이자 장대한 장민국 장만세 아버지 윤선희의남편 나끝순의모친 장독립의손주 강상준의장인
- 윤미라: 윤선희 역 장정남의아내 장대한 장민국 장만세 어머니 장독립의 작은할머니 강상준의 장모
- 강한별: 장독립 역 장대한의아들 장민국 장만세 조카 효리의단짝친구

### 강상준의 가족
- 강지섭: 강상준 역 만세의 남편 인수와 연실의 아들
- 김성환: 강인수 역 상준의 아버지, 만세의 시아버지
- 나영희: 차연실 역 상준의엄마, 만세의 시엄마

### 이강희의 가족
- 김미숙: 이강희 역
- 권오현: 서동식 역
- 안혜경: 김남숙 역
- 주혜린: 서효리 역

### 그 외 인물
- 인창훈: 채준혁 역(악역) - 장대한의 라이벌
- 클라라: 최미란 역
- 강은탁: 최기철 역
- 정다영: 하솔지 역
- 정승호: 권이문 역
- 연규진: 최원배 역
- 맹상훈: 박현우 역
- 민영원: 박화영 역
- 한정국
- 원종례
- 故 한경선
- 송민형: 최미란의 아빠 역
- 김정하: 최미란의 엄마 역
- 김문학
- 지주연
- 이지은 독립&효리의 유치원 담임선생님

## 연장
- 바람 불어 좋은 날 방영 분량이 150부작에서 23회 연장되어 173부작으로 변경 및 확정되었다.

## 참고 사항
- 꾸준히 일일극 정상을 지켜왔지만 지지부진한 전개로 20% 대 초반의 시청률 정체 현상을 보였으며, 지지부진한 전개로 비난을 샀다.[1]
- 맹상훈(박현우 역), 강인덕(장정남 역)과 담당 연출자 이덕건 PD는 KBS 2TV 드라마게임 <아빠와 영혼>에서 연기자(맹상훈 강인덕)-연출자(이덕건)로 호흡을 맞춘 적이 있다.[2]
- 이현진, 나영희, 연규진, 원종례는 2008~2009년에 방송된 SBS 《가문의영광》 이후 1년여 만에 재회한다.

## 경쟁 프로그램
- 지붕뚫고 하이킥!(MBC)
- 볼수록 애교만점(MBC)
- 살맛 납니다(MBC)
- 황금물고기(MBC)
- 아내가 돌아왔다(SBS)
- 세 자매(SBS)